# Natica livida
Natica livida is een slakkensoort uit de familie van de Naticidae. De wetenschappelijke naam van de soort is voor het eerst geldig gepubliceerd in 1840 door Pfeiffer.